# Trhová Hradská
Trhová Hradská (Hongaars: Vásárút) is een Slowaakse gemeente in de regio Trnava, en maakt deel uit van het district Dunajská Streda.
Trhová Hradská telt 2.232 inwoners.